# Cala Mariolu

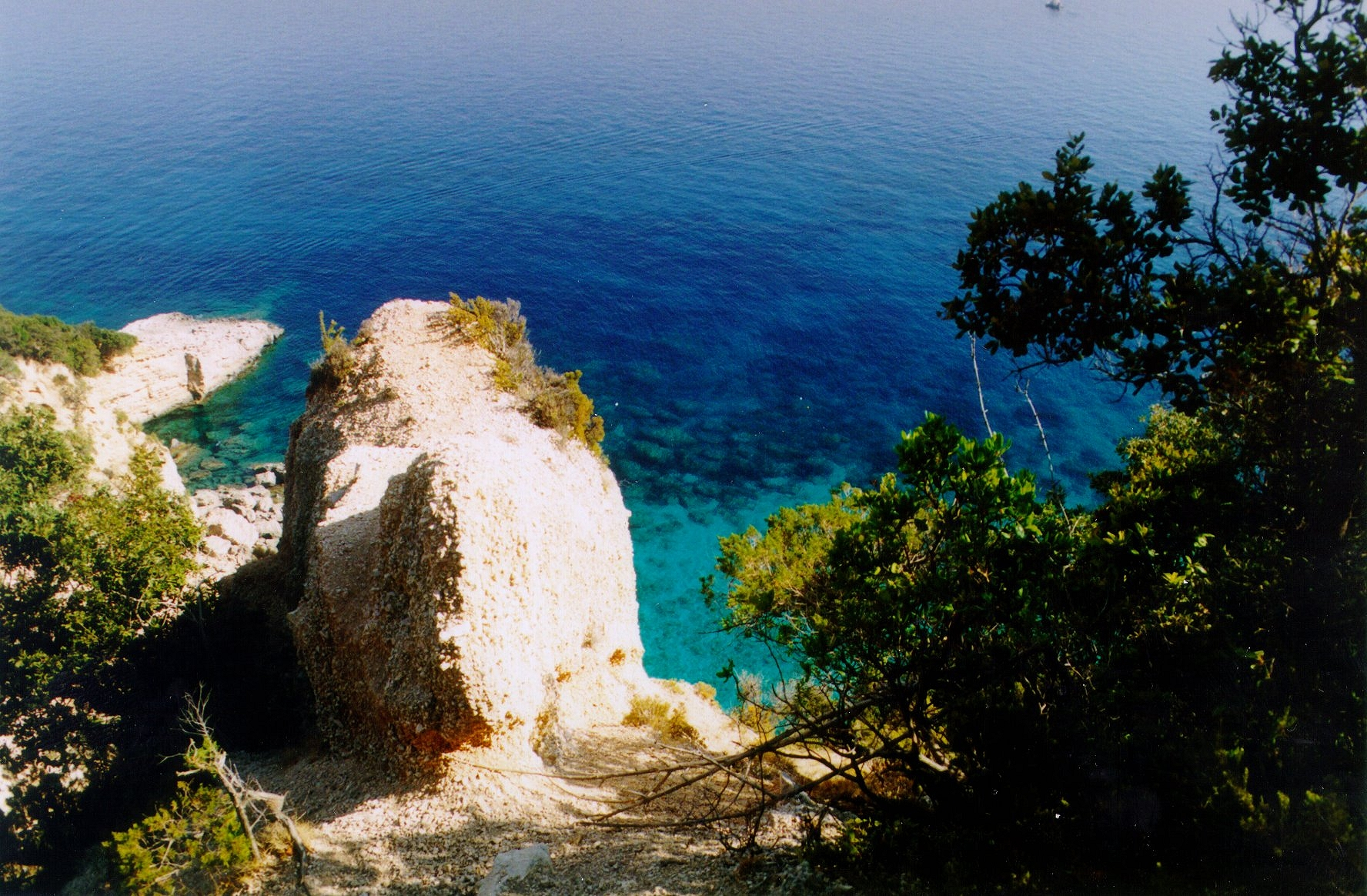
La costa di Ispuligidenie dal sentiero sulla falesia (Golfo di Orosei, Sardegna)

Ispuligidenìe, nota anche come cala Mariolu (dal napoletano "mariolu" cioè ladro) è una cala del golfo di Orosei, facente parte del territorio del comune di Baunei, nella provincia di Nuoro, in Sardegna. È localizzata immediatamente a nord di punta Ispùligi che la separa dalla vicina Spiaggia dei Gabbiani.

## Origine dei nomi

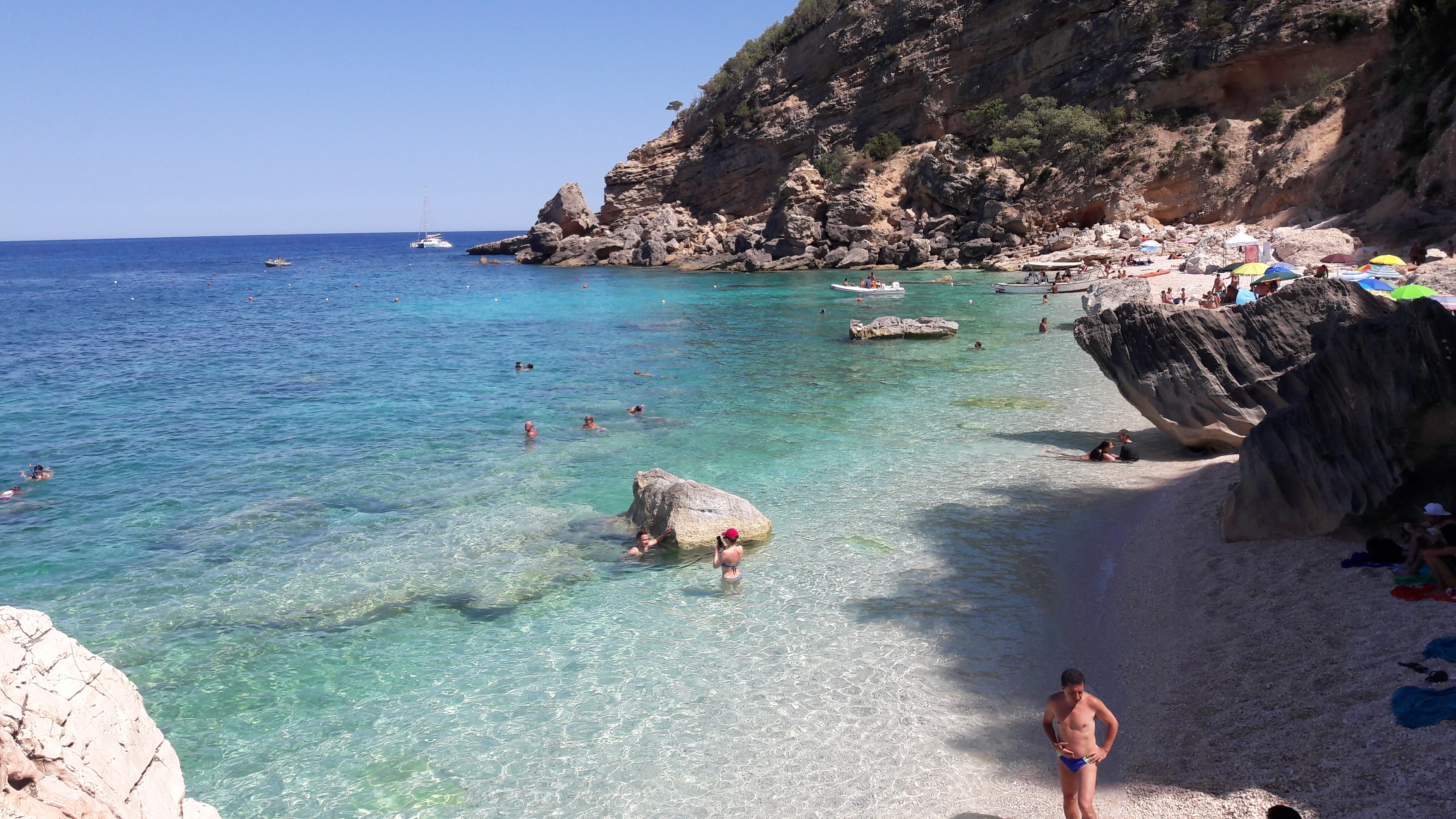

La cala prende il suo nome italiano da un detto di un pescatore ponzese, che rifugiava il suo pesce appena pescato all'interno di una piccola grotta nei pressi della spiaggia dove si ormeggiava. Il pescatore non sapeva però che in tutta la costa baunese fosse presente la foca monaca, che usciva dall'acqua e si mangiava il pesce nascosto nella grotta. Il pescatore, che non conosceva l'esistenza della foca, esclamò "Acca cestà Mariolu" (in italiano "qui c'è qualche ladro") e da allora questa esclamazione diede il nome a questa cala.
Il toponimo originale e corretto è Is Puliges de Nie (o Ispuligedenie), che significa "le pulci di neve" e si riferisce ai numerosi piccoli sassolini bianchissimi che formano la spiaggia della cala.
Un altro possibile e probabilmente più corretto toponimo locale è Ispuligiada 'e nie che significa "spruzzata di neve" che è proprio l'immagine che meglio descrive la spiaggia.

## Geografia
Il modo più accessibile per raggiungere la cala è quello via mare, partendo da Santa Maria Navarrese o Arbatax da sud, o partendo da cala Gonone da nord. La spiaggia può essere raggiunta anche via terra attraverso un lungo sentiero che parte dall'Altopiano del Golgo.